# Aire urbaine de Lodève
L'aire urbaine de Lodève est une aire urbaine française centrée sur la ville de Lodève, dans le département de l'Hérault.

## Données globales
En 2010, selon l'Insee, l'aire urbaine de Lodève est composée de neuf communes, toutes situées dans l'arrondissement de Lodève, subdivision administrative du département de l'Hérault.
Son pôle urbain est l'Unité urbaine de Lodève.

## Délimitation de l'aire urbaine de 2010
En 2010, l'Insee a procédé à une révision des délimitations des aires urbaines de France; celle de Lodève est composée de neuf communes.

### Communes
Liste des communes appartenant à l'aire urbaine de Lodève selon la nouvelle délimitation de 2010 et sa population municipale en 2017 (liste établie par ordre alphabétique) :
| Nom                      | Code Insee | Statut | Superficie (km2) | Population (dernière pop. légale) | Densité (hab./km2) |
| ------------------------ | ---------- | ------ | ---------------- | --------------------------------- | ------------------ |
| Fozières                 | 34106      |        | 5,43             | 193 (2022)                        | 36                 |
| Lauroux                  | 34132      |        | 26,42            | 208 (2022)                        | 7,9                |
| Lodève                   | 34142      |        | 23,17            | 7 202 (2022)                      | 311                |
| Olmet-et-Villecun        | 34188      |        | 9,55             | 166 (2022)                        | 17                 |
| Les Plans                | 34205      |        | 18,12            | 317 (2022)                        | 17                 |
| Poujols                  | 34212      |        | 2,86             | 183 (2022)                        | 64                 |
| Saint-Étienne-de-Gourgas | 34251      |        | 19,43            | 520 (2022)                        | 27                 |
| Soubès                   | 34304      |        | 12,35            | 954 (2022)                        | 77                 |
| Soumont                  | 34306      |        | 11,04            | 243 (2022)                        | 22                 |

## Évolution démographique
L'évolution démographique ci-dessous concerne l'aire urbaine selon le périmètre défini en 2010.
| 1968  | 1975  | 1982  | 1990  | 1999  | 2006  | 2011   | 2016   | 2017   |
| ----- | ----- | ----- | ----- | ----- | ----- | ------ | ------ | ------ |
| 8 798 | 9 302 | 9 968 | 9 348 | 8 894 | 9 663 | 10 136 | 10 002 | 10 040 |